# Serie numismática Fauna Silvestre Amenazada del Perú
El Banco Central de Reserva del Perú con el objeto de destacar la riqueza natural del país y promover la cultura numismática, emite desde julio de 2017 una colección denominada Fauna Silvestre Amenazada del Perú que consta de diez monedas con la denominación de 1 Sol que representan especies amenazadas de la fauna del Perú.
Esta serie de monedas, está fabricada en alpaca, presentando los bordes estriados. Su peso unitario es de 7,32 g y tienen un diámetro de 25,5 mm. Al igual que las monedas de la Serie numismática Riqueza y orgullo del Perú, son de curso legal en todo el país.

## Monedas de la serie
| Orden | Fecha de emisión        | Motivo                         | Imagen | Anverso         | Reverso                                                 |
| ----- | ----------------------- | ------------------------------ | ------ | --------------- | ------------------------------------------------------- |
| 1.ª   | 19 de julio de 2017     | Oso de anteojos                |        | Escudo del Perú | Oso sobre las ramas de un árbol y emblema de la serie   |
| 2.ª   | 8 de noviembre de 2017  | Cocodrilo de Tumbes            |        | Escudo del Perú | Cocodrilo y emblema de la serie                         |
| 3.ª   | 13 de diciembre de 2017 | Cóndor andino                  |        | Escudo del Perú | Cóndor volando sobre las montañas y emblema de la serie |
| 4.ª   | 15 de marzo de 2018     | Tapir andino                   |        | Escudo del Perú | Tapir y emblema de la serie                             |
| 5.ª   | 14 de junio de 2018     | Pava aliblanca                 |        | Escudo del Perú | Pava y emblema de la serie                              |
| 6.ª   | 24 de octubre de 2018   | Jaguar                         |        | Escudo del Perú | Jaguar y emblema de la serie                            |
| 7.ª   | 17 de diciembre de 2018 | Suri                           |        | Escudo del Perú | Suri y emblema de la serie                              |
| 8.ª   | 27 de marzo de 2019     | Mono choro de cola amarilla    |        | Escudo del Perú | Mono sobre las ramas de un árbol y emblema de la serie  |
| 9.ª   | 3 de julio de 2019      | Gato andino                    |        | Escudo del Perú | Gato y emblema de la serie                              |
| 10.ª  | 4 de noviembre de 2019  | Rana gigante del lago Titicaca |        | Escudo del Perú | Rana en el lago y emblema de la serie                   |